# John Jeremiah Bigsby
John Jeremiah Bigsby, född den 14 augusti 1792 i Nottingham, död den 10 februari 1881 i London, var en brittisk läkare, paleontolog och geolog.
Bigsby studerade medicin i Edinburgh och blev medicine doktor 1814. Därefter blev han kirurg vid brittiska armén, var med denna 1817 vid Godahoppsudden och från 1818 i Québec i Kanada. Där började han befatta sig, också på officiellt uppdrag, med landets geologi. Från 1820 var han medlem av den amerikansk-kanadensiska gränskommissionen. Sina därigenom vunna geologiska kunskaper om området kring Saint Lawrencefloden och de Stora sjöarna offentliggjorde Bigsby i American Journal of Science, and Arts och 1823 i Transactions från Geological Society of London, vars Fellow han blev samma år. I slutet av 1826 återvände han, på grund av det ringa intresset från den kanadensiska regeringen för geologisk forskning, till England och slog sig ned som läkare i Newark-on-Trent. Bigsby var ålderman och borgmästare där 1827–1830 och från 1840 chefsläkare vid Newarks lasarett. År 1846 flyttade han till London och vigde därefter sitt liv åt vetenskapen. Bigsby publicerade utöver sina arbeten om Kanadas geologi en katalog över fossil från silur, som efterföljdes av en om dem från devon/karbon (ett band över dem från perm förblev ofullbordat). Han blev ledamot av American Philosophical Society i Philadelphia 1825, Fellow of the Royal Society 1869 och tilldelades Murchisonmedaljen 1874. Bigsbymedaljen instiftades av honom 1877. George Mercer Dawson uppkallade Bigsby Inlet på Moresby Island i ögruppen Queen Charlotte Islands efter honom.